# Наперекор всему (фильм, 1972)
«Наперекор всему» (серб. Живјети за инат, досл.: «Жить наперекор») — цветной исторический фильм 1972 года режиссёра Юрия Ильенко. Совместное производство «Киностудии имени А. Довженко» (Киев, СССР) и «Филмски студио Титоград» (Подгорица, СФРЮ).
Премьера состоялась в июне 1973 года в Москве. В СССР фильм посмотрели 1,5 млн зрителей.

## Сюжет
Возвращаясь из России, владыка Пётр Первый Нагош обнаруживает, что Черногория разорена набегами врагов и страдает от голода, внутриплеменной вражды и эпидемии чумы. Чтобы помочь своему народу, он продаёт церковную утварь, за что получает проклятие от русского Синода.
Пётр решает объединить свой народ в борьбе за строительство собора, который должен стать символом национального единства. Он обходит всю страну, собирая деньги на этот проект и сражается с врагами, чтобы обеспечить строительство собора и принести мир и стабильность в Черногорию.
С помощью своей отваги и решимости Петру удаётся победить национальную оппозицию, разгромить армию турок и установить основы национального государства.

## Роли исполняют
- Владимир Попович — владыка Пётр Первый
- Лариса Кадочникова — Бояна
- Иван Миколайчук — Иоко
- Даринка Джурашкович — мать Бояны
- Борис Хмельницкий — Никанор
- Боро Бегович — Саво
- Велько Мандич — Вуков
- Богдан Ступка — Симеон
- Пётр Перишич — Мираш
- Лев Перфилов — Загорский
- Мусия Божович — Миро
- Саша Роганович — сын Иоко
- Драгица Томас — жена Иоко
- Владимир Шакало — Бушатлия
- Владимир Волков — солдат Илья
- Фёдор Панасенко — солдат Фёдор
- Василий Симчич — слепой
- Валерий Лушевский — молодой черногорец
- Юрий Дубровин — Хоффер

В съёмках принимали участие жители села Негуши.

## Съёмочная группа
- Автор сценарий: Никола Вавич
- Режиссёр-постановщик: Юрий Ильенко
- Оператор-постановщик: Вилен Калюта
- Художник-постановщик: Анатолий Мамонтов
- Звукооператор: Леонид Вачи
- Режиссёры: Витольд Янпавлис, Джордже Вуевич
- Оператор: Майя Степанова
- Художник: Велибор Радонич
- Художники по декорациям: Миладин Аранжелович, В. Безкровный
- Художник по костюмам: Лидия Байкова
- Художник-гримёр: Яков Гринберг
- Монтажёр: Наталия Пищикова
- Ассистенты:
  - режиссёра: Л. Хорошко, Л. Славянова
  - оператора: И. Живкович, А. Найда, Ю. Тимощук
- Комбинированные съёмки:
  - Оператор: Н. Илюшин
  - Ассистент оператора: Ю. Попудняк
  - Художник: Виктор Деминский
- Пиротехники: И. Ангелов, М. Попов
- Мастера по свету: С. Стадников, Б. Мазуренко
- Редакторы: В. Рыдванова, В. Борщев
- Директора картины: Яков Забутый, Сима Цветкович

В фильме использована народная музыка Югославии, собранная Бориславом Таминдичем.